# Messier 46
Messier 46 (M46, NGC 2437) – gromada otwarta w gwiazdozbiorze Rufy. Odkrył ją w 1771 roku Charles Messier. W katalogu Messiera od 19 stycznia 1771 roku.
M46 jest oddalona od Ziemi o około 5400 lat świetlnych i oddala się z prędkością 41,4 km/s. Średnica gromady wynosi ok. 30 lat świetlnych. Wiek szacuje się na ok. 300 mln lat.
M46 zawiera około 500 gwiazd, z czego ok. 150 ma jasność obserwowaną od 10 do 13m. Najjaśniejsze z nich należą do typu widmowego A0 i są ok. 100 razy jaśniejsze od Słońca (jasność obserwowana najjaśniejszej – 8,7m).
W obrębie gromady znajduje się mgławica planetarna NGC 2438. Jednak pomiar prędkości, jak również wiek mgławicy i gromady wskazują, że nie powstała ona w Messier 46.